# Benito Juárez (Quintana Roo)
Benito Juárez é um município do estado do Quintana Roo, no México. A população do município calculada no censo 2005 era de 572.973 habitantes.